# Onchon
Onchon är en flygplats i Nordkorea.   Den ligger i provinsen Södra P'yŏngan, i den sydvästra delen av landet, 50 km väster om huvudstaden Pyongyang. Onchon ligger 70 meter över havet.
Terrängen runt Onchon är platt västerut, men österut är den kuperad. Runt Onchon är det tätbefolkat, med 476 invånare per kvadratkilometer. Närmaste större samhälle är Yonggang-ŭp, 17,6 km öster om Onchon. Trakten runt Onchon består till största delen av jordbruksmark.